# Sessantotto - L'utopia della realtà
Sessantotto - L'utopia della realtà è un film-documentario del 2006 diretto da Ferdinando Vicentini Orgnani e basato sugli articoli del giornalista Adalberto Baldoni.

## Trama
Indagine sui movimenti studenteschi sessantottini, sugli eventi che caratterizzarono la grande ribellione socio-politica che poneva l'individuo contro i grandi "poteri" e le contestazioni pacifiste contro la Guerra del Vietnam.